# 島津忠良
島津 忠良（しまづ ただよし）は、薩摩の戦国武将。島津氏の中興の祖として著名。号は日新斎（じっしんさい）。日新公（じっしんこう）としても知られる。

## 生涯

### 伊作氏当主から相州家継承
島津氏の分家・伊作氏の出身（このため、「伊作忠良」と呼ばれる事もある）。父・伊作善久が明応3年（1494年）に馬丁に撲殺され、祖父・伊作久逸も明応9年（1500年）、薩州家の内紛に関与し加世田で戦死したため、母・梅窓夫人が一時的に伊作氏当主となる。この間、伊作氏は周辺の諸豪族の攻撃に晒されるが、田布施の相州家当主・島津運久に加勢を頼み、運久も承諾してその都度兵を送り撃退していたと言う。
忠良は、幼児の頃に桂庵禅師から『朱子新註四書』の学習を受け、ことに『論語』に通じ賢徳の聞こえが高かった。また禅を修め、神道の奥儀を究め、儒神仏の三教を融合して新たに一流を開いた。これが日学と称されるものである。相州家の運久は以前より、未亡人となった梅窓夫人に惚れ込み求婚を申し出ていた。梅窓夫人は、忠良を養子として相州家と伊作氏の家督を相続させることを条件に、文亀元年（1501年）に運久と再婚した。永正3年（1506年）、忠良は元服し伊作氏を継いだ。永正9年（1512年）、運久は阿多城を攻略し亀ヶ城より移り、かねてからの約束を守り相州家当主の座を忠良に譲った。忠良は伊作・亀丸城より田布施・亀ヶ城に入城。21歳で阿多・田布施・高橋・伊作を領す。領主となった忠良は伊作の亀丸城、田布施の亀ヶ城とも良くまとめ、禅の修行に精進し学門を修め、人道を守り領民には善政を施したのでその徳は領内外に高まった。

### 息子・貴久の島津宗家継承
当時の島津宗家は第11代忠昌の死後、守護職を継いだ長男の第12代忠治、次男の第13代忠隆が相次いで若年で病死していた。永正16年（1519年）、はじめ頴娃氏の養子に入っていた三男の忠兼（後の勝久）が跡を継いだ。だが急遽跡を継いだこともあり政権基盤は弱く、守護とは言え各地の在郷領主を抑える力はなかった。忠兼は、はじめ出水に拠点を持つ有力分家の薩州家第5代当主・島津実久の助力を得て勢力を挽回することを図り、実久の姉を正室に迎えて国政を委任していた。しかし実久は権力をほしいままにし、当時まだ男子のなかった忠兼に対して自身を世子にするよう迫ったので、忠兼は正室を離縁し実久を遠ざけた。すると実久は兵を挙げて反攻に及び、忠兼を鹿児島から追放して守護を自称するまでに至り、領内は騒然となった。大永6年（1526年）、実久の専横に対し忠兼は英明の誉れ高い忠良に支援を求めた。忠良は国政委任を引き受けるとともに、自身の長子虎寿丸（後の貴久）を忠兼の養嗣子として送り込んだ。同年11月27日、忠兼は元服した貴久に守護職を譲り忠良にその後見を依頼、自らは出家して伊作に隠居した。これを見届けた忠良は33歳で剃髪して愚谷軒日新斎と号し、以後貴久を輔佐して三州統一に邁進することになる。ただし、このことを報じた島津忠朝の書状によれば、貴久への守護職譲渡は大永7年（1527年）4月のこととされている。

### 宗家家督を巡る内紛
しかし島津宗家の家督を狙っていた実久は、この事態に不満を持ち猛烈に抗議し、忠兼と貴久との養子縁組を解消させようとした。そして忠兼本人も貴久に守護職を譲ったことを後悔し、5月には悔返を言い出すようになっていた。
大永7年（1527年）6月5日、実久は加治木地頭の伊地知重貞、帖佐地頭の忠良の姉婿・島津昌久に忠良・貴久に対して兵を挙げさせ、実権を握ろうと実力行動に出る。6月7日、忠良はすぐさま自ら討伐に赴き乱を鎮定。この間、実久は舅の川上忠克を忠兼のもとに派遣し守護職復帰を説かせた。実久は出水・串木野・市来の兵を率いて忠良方の所領、伊集院一宇治城・日置城を攻略。更には、加世田・山田の兵で谷山城をも攻略した。実久は鹿児島清水城にいた貴久に守護職の返上を迫る。6月15日、窮地に陥った貴久は死を以て城を守る気概であったが、園田実明の進言を受け入れ僅か8人の家臣と共に夜隠に紛れて鹿児島を脱出、田布施の亀ヶ城に逃れた。6月21日、忠兼は実久に迎えられ、還俗し勝久と名を改め、伊作から鹿児島に帰り再び守護職に復帰した。7月23日、忠良は勝久の隠居城となりその家臣の守っていた伊作亀丸城を翌朝陥落させ、自身の居城とする。これより数年、自領の防備を固め、三州の情勢を観望し勢力を蓄える事となる。
享禄2年（1529年）、豊州家の島津忠朝、新納忠勝、禰寝清年、肝付兼演、本田薫親、北郷忠相、樺山幸久、運久らが鹿児島清水城に集まり、島津勝久に島津忠良と和解するよう求めるが失敗。
天文2年（1533年）3月27日、忠良・貴久は反攻を開始。2月に実久方に回った日置南郷城主・桑波田栄景攻めを行う。この戦いで忠良は南郷城を攻略する為、盲僧を間者として送り込み情報を集めさせ、城主が狩りで留守を知るや、猟夫の変装をした自らの軍勢を城主の軍勢と偽って入城し即日陥落させた。この時、忠良は南郷の地を「永吉」と改める。桑波田栄景は8月に永吉城（南郷城）奪回を計り鹿児島・吉田・日置等の実久軍兵を集め反撃を試みるが、内通で来襲に備え守備を固めていた忠良勢に負け敗走。同年12月、実久に攻略されて服従していた日置城主・山田有親は、忠良に領地を献じて降伏した。
天文3年（1534年）、勝久は自らの手で再び政務を執ろうとしたが歴代の臣を遠ざけ、俗曲戯芸に興じ政務を怠っていた。忠臣は連判の上、これを諫めたが聞き入れられなかった。このような状況で家臣の川上昌久は勝久近臣・末弘忠重を誅殺。勝久は一時、大隅根占に逃れた。翌年、川上昌久は勝久の命で自刃。勝久は鹿児島に戻る。しかし、こうした勝久の振舞いに対して島津宗家の老中（重臣）は実久を頼って勝久を排除する動きを見せた。天文4年（1535年）8月、実久方の兵は鹿児島を攻め街を炎上させ勝久は帖佐に逃れた。9月、勝久は祁答院重武、肝付兼利らとともに鹿児島を攻め攻略。谷山に進撃するが敗れて肝付兼利が戦死。10月、勝久は帖佐に移り、実久が鹿児島に入った。宗家の老中の支持を受けた実久は勝久に代わって守護を継承することになり、忠良・貴久親子との対立は避けられないものになっていった。
一方忠良は、伊集院・谷山・川辺などを転戦して薩摩半島の掌握に努めるとともに、勝久とも和解した。さらに北薩摩の渋谷氏一族を味方につけ、実久の本拠地出水と鹿児島間の道を寸断しようとした。天文8年（1539年）正月、加世田別府城の戦いで実久配下の軍を破り南薩をほぼ制した。同年8月、市来鶴丸城の戦いにおいて実久の弟・忠辰を討つと、実久は本拠地出水へと撤退した。ここに及びようやく忠良・貴久親子は島津宗家の家督相続と守護職復帰を実現した。勝久は鹿児島を回復した貴久とも対立し、再び大隅に逃亡。封内施政の自信をなくし北原氏や北郷氏、さらには母方縁戚の大友氏を頼り豊後に落ちのびて行った。だが、鹿児島や薩摩半島以外の地域に貴久の支配を及ぼすには時間を要し、貴久が島津宗家代々の当主が任官されてきた修理大夫に補任され、室町幕府および朝廷から守護として正式に認められるのは、天文21年（1552年）のことになる。

### 島津氏中興の祖
忠良は島津貴久が伊集院一宇治城から鹿児島内城に移ると、天文19年（1550年）に加世田に本格的に隠居した。しかし実権は握り続けて、琉球を通じた対明貿易や、鉄砲の大量購入、家臣団の育成に励んだ。また万之瀬川に橋を掛け、麓と呼ばれる城下町を整備、養蚕などの産業を興し多くの仁政を敷いた。忠良はその後の島津氏発展の基礎を作り出し、「島津家中興の祖」と言われ大きな影響力を与える事になった。
また、忠良は人間としての履み行うべき道を教え諭した『いろは歌』(↓外部リンク)の創作でも有名である。これは日学を広めるために、平易な歌謡によってその精神を表そうとした試みで、47首からなる｡「いにしへの道を聞きても唱えへてもわが行いにせずばかひなし」に始まる歌であるが、この儒教的な心構えを基礎とした忠良の教育論は、孫の四兄弟・義久、義弘、歳久、家久にまで受け継がれることとなり、その後の薩摩独特の士風と文化の基盤を築いた。いろは歌は後の薩摩藩士の郷中教育の規範となり、現代にも大きな影響を与えている。
いずれも優秀な四人の孫を「義久は三州の総大将たるの材徳自ら備わり、義弘は雄武英略を以て他に傑出し、歳久は始終の利害を察するの智計並びなく、家久は軍法戦術に妙を得たり」と高く評し、期待していた。
深く禅宗（曹洞宗）に帰依し、永禄7年（1564年）、加世田武田の地に保泉寺を再建。忠良の死後、7世住持の梅安和尚が寺号を日新寺と改めた。日新寺は明治2年（1869年）の廃仏毀釈により破壊され廃寺となったが、その4年後の明治6年（1873年）に同地に竹田神社として再興され、忠良は祭神として祀られた。竹田神社には先述の『いろは歌』の歌碑がある。
永禄11年（1568年）12月13日、77歳で加世田にて死去。辞世は｢不来不去 四大不空 本是法界 我心如心｣。